# 迈克尔·蒙索尔号驱逐舰
迈克尔·蒙索尔号驱逐舰（USS Michael Monsoor (DDG-1001)）是美国海军朱姆沃尔特级驱逐舰的第二艘，以海军二级士官迈克尔·A·蒙索尔名字命名。

## 建造
迈克尔·蒙索尔号的模块组合在2010年3月开始 龙骨安放和认证仪式在巴斯钢铁厂造船厂于2013年5月23日举行。在2013年5月，迈克尔·蒙索尔号已经60%完成并计划在2016年下水。